# Lumías

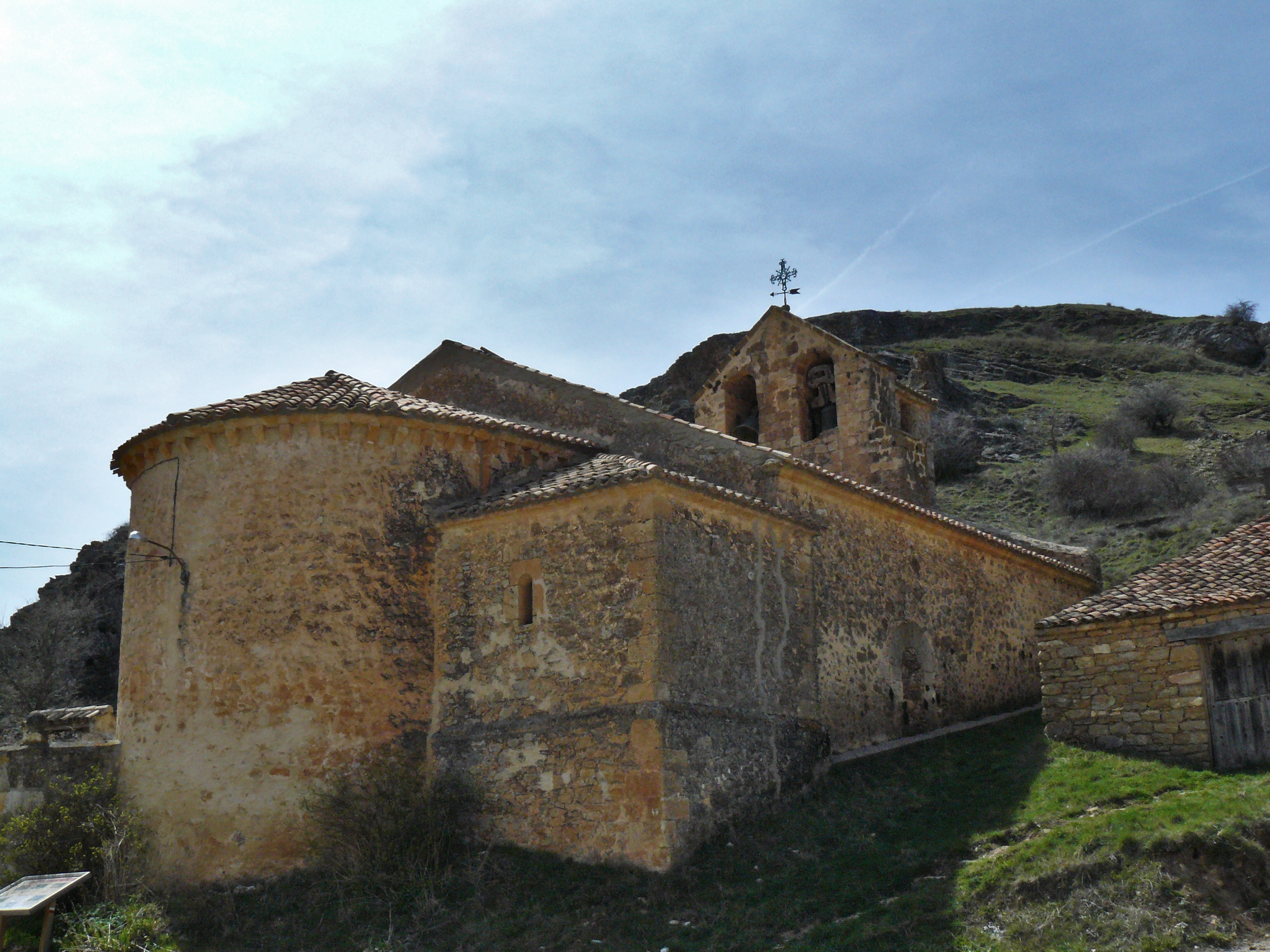
Vista del ábside románico de la iglesia de La Asunción.

Lumías es una localidad de la provincia de Soria, partido judicial de Almazán, Comunidad Autónoma de Castilla y León, España. Pueblo de la Comarca de Berlanga que pertenece al municipio de Berlanga de Duero.
Desde el punto de vista jerárquico de la Iglesia católica forma parte de la diócesis de Osma la cual, a su vez, pertenece a la archidiócesis de Burgos, aunque históricamente ha pertenecido al obispado de Sigüenza en el arciprestazgo de Berlanga.

## Situación
Aldea de la Tierra de Berlanga junto al río Talegones. Topónimo de posible origen romano.

### Entorno natural
Escarpados riscos, propios del relieve kárstico, con abundancia de aves. Hay un sugestivo cañón entre este pueblo y el vecino de Torrevicente, muy agradable de recorrer en todas las épocas del año.

## Historia
El Censo de Pecheros de 1528, en el que no se contaban eclesiásticos, hidalgos y nobles, registraba la existencia 32 pecheros, es decir unidades familiares que pagaban impuestos. En el documento original figuraba como Lomies, formando parte de la Comunidad de villa y tierra de Berlanga.
En el censo de 1787, ordenado por el Conde de Floridablanca,  figuraba como lugar  del Partido de Berlanga en la Intendencia de Soria,  con jurisdicción de señorío y bajo la autoridad del alcalde pedáneo nombrado por el marqués de Berlanga (que era también duque de Frías y duque de Uceda). 
A la caída del Antiguo Régimen la localidad se constituye en municipio constitucional, entonces conocido como Lumias en la región de Castilla la Vieja, partido de Almazán. que en el censo de 1842 contaba con 37 hogares y 146 vecinos.
A finales del siglo XX este municipio desaparece porque se integra en el municipio de Berlanga de Duero, contaba entonces con 40 hogares y 155 habitantes.

## Geografía humana

### Demografía
| Gráfica de evolución demográfica de Lumias entre 1842 y 1960 |
| |
| Población de derecho según los censos de población del INE Población de hecho según los censos de población del INEEntre el censo de 1970 y el anterior, este municipio desaparece porque se integra en el municipio 42035 (Berlanga de Duero) |

Lumías contaba a 1 de enero de 2015 con una población de 7 habitantes, 4 hombres y 3 mujeres.
| Gráfica de evolución demográfica de Lumías entre 2000 y 2015                                     |
|                                                                                                  |
| Población de derecho (2000-2015) según los censos de población del INE a 1 de enero de cada año. |

## Lugares de interés
- Iglesia parroquial católica de Nuestra Señora de la Asunción; de origen románico reformada en el siglo XVI. De la primitiva fábrica se conservó la cabecera que se remata con cornisa soportada por canecillos. Al interior, el ábside se cubre con bóveda de horno y el presbiterio con cañón, arrancando ambas de una imposta. El arco triunfal es de medio punto y apoya sobre una pareja de columnas con capiteles vegetales.

## Fiestas
- San Pascual Baylón, antes celebrada el 17 de mayo, trasladada al miércoles y jueves de la tercera semana de agosto.

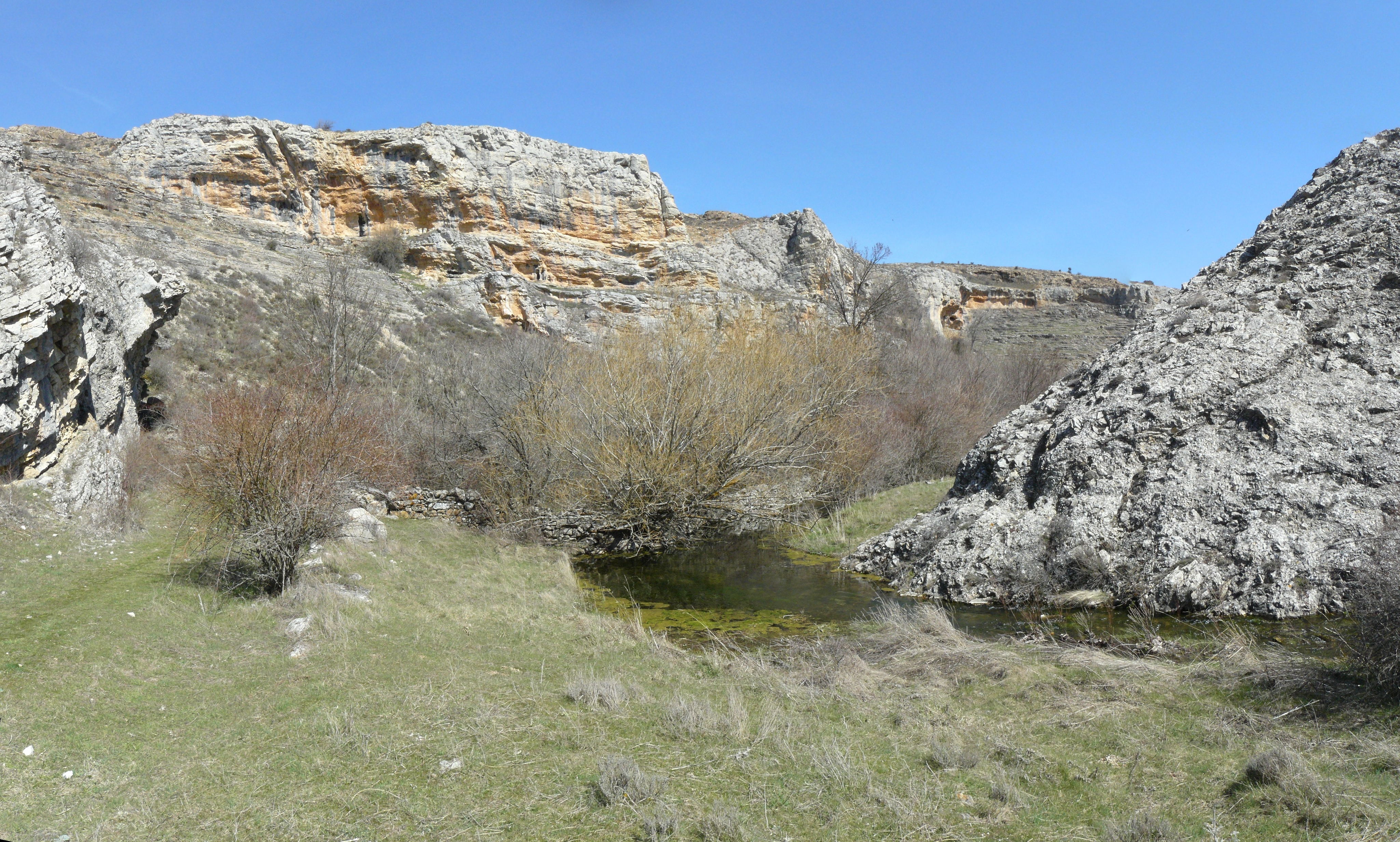
Cañón del río Talegones cerca de Lumías.